# یازده سامورایی
یازده سامورایی (به ژاپنی: 十一人の侍 Jūichinin no Samurai) فیلمی در ژانر اکشن به کارگردانی ای‌ایچی کودو است که در سال ۱۹۶۷ اکران شد. از بازیگران آن می‌توان به کوتارو ساتومی، کوجی نانبارا، اوتومو ریوتارو و کو نیشیمورا اشاره کرد.